# Inter de Litoral Academy
El Inter de Litoral Academy es un equipo de fútbol de Guinea Ecuatorial que juega en la Primera División de Guinea Ecuatorial, la primera categoría de fútbol del país.

## Historia
El Inter Litoral Academy registró su primera aparición en el fútbol de Guinea Ecuatorial en la temporada 2019/2020, compitiendo en Primera División tras ascender la temporada anterior accediendo desde Segunda División. Durante su campaña de debut en la élite, el campeonato se interrumpió el 16 de marzo de 2020 debido a la pandemia de Covid-19, momento en el que el club ocupaba el 7º puesto en la fase de la Región Continental de la liga.
En la temporada 2020/2021, el equipo no disputó la liga, que fue suspendida por decisión de la Federación Ecuatoguineana de Fútbol (FEGUIFUT). Sin embargo, sí participó en la Copa Teodoro Nguema Obiang, competición no oficial, siendo eliminado por el Hacia Club de Mbedumu en las semifinales de la fase continental.
En 2021/2022, la Academia Inter Litoral terminó la fase continental en 3er lugar y se aseguró un lugar en la Liguilla nacional, terminando en último lugar. Ese mismo año, se consagró campeón de la Copa al vencer en la final regional a Deportivo Mongomo por 3 a 1 y en la final nacional a Cano Sport Academy por 1 a 0. Esta última, programada inicialmente para el 29 de junio, fue pospuesta para el 12 de octubre por falta de disponibilidad de las autoridades deportivas y gubernamentales.
En la temporada 2022/2023, el Inter Litoral participó en la Copa Confederaciones de la CAF, pero fue eliminado en primera ronda por el St Michel United FC de las Seychelles por WO. En el ámbito nacional, disputó la fase continental de la liga, pero no logró clasificarse para la Liguilla, y fue eliminado en cuartos de final de la Copa por la Fundación Bata.
En 2023/2024, el club terminó en el octavo lugar de la Primera División, fuera de la Liguilla y fuera de peligro de descenso. En la Copa, alcanzó las semifinales, donde sufrió una dura derrota por 5-0 ante el 15 de Agosto, poniendo fin a su participación en la competición.

## Palmarés
- Copa de Guinea Ecuatorial: 1

2022
- Segunda División de Guinea Ecuatorial: 1

2018/19

## Participación en competiciones de la CAF
- Copa Confederación de la CAF: 1 aparición

2022/23 - abandonó en la primera ronda.